# Ів Пулікан
Ів Пулікан (фр. Yves Pouliquen; 17 лютого 1931 — 5 лютого 2020 ) — французький офтальмолог. Його робота була зосереджена на патології рогівки. Член Французької академії.

## З біографії
Ів Жан-Марі Пулікан — син Жана Франсуа-Марі Полікана та його дружини Рене Бланш Меріо. Він народився в Мортені. Почав вивчати медицину в Паризькому університеті після відвідування ліцею Еміля Літтре. Закінчивши навчання в 1956 році, він став лікарем у лікарні, а після отримання ступеня доктора медицини в 1963 році — фахівцем з офтальмології. У 1966 році він став доцентом (Professeur agrégé) і офтальмологом у лікарні. Згодом він також працював медичним дослідником і був нагороджений премією Поля Рейсса в 1971 році за роботу над захворюванням очей кератоконусом і премією Шовен-Блаша за роботу над нормальною і патологічною структурою рогівки. У 1979—1998 роках він також був директором дослідницької групи з офтальмології в Національному інституті здоров'я та медичних досліджень (INSERM).
У 1992 році він став членом Національної академії медицини. У 1994 році він отримав премію Prix mondial Cino Del Duca, а 29 листопада 2001 року він був обраний членом Французької академії. З 2006 року він був президентом фонду Singer-Polignac.
У 2000 році Пулікан знявся в документальному фільмі «Життя». Він був членом Міжнародної оглядової ради Японського журналу офтальмології.